# 上海广播大厦
上海广播大厦是位於中華人民共和國上海市虹橋路的一個大楼。該大樓地上31层，裙房3层，主楼高99.3米，微波传送塔最高点150米。总建筑面积4.65万平方米，主楼面积3.3万平方米。

## 历史
上海廣播大廈所在地原本是虹侨路1376号上海广播器材修造厂厂房，之後又改造成上海人民广播电台的发射机房。上海广播大厦由華東建藥設计研究院於1992年設計，江蘇省南京市第三建筑（集团）公司施工，1993年12月16日打桩破土动工，1994年12月16日主楼结构封顶，1996年11月18日落成。建成後上海人民广播电台、东方广播电台搬入。1997年該建築获得鲁班奖。1998年6月30日，美国总统比尔·克林顿在上海市市长徐匡迪陪同下，参观了上海广播大厦。位於上海广播大厦2楼的上海广播博物馆於2023年5月27日開館。